# Frances Farmer Will Have Her Revenge on Seattle
«Frances Farmer Will Have Her Revenge on Seattle» es una canción del grupo musical estadounidense de grunge Nirvana, de su tercer álbum de estudio de 1993, In Utero.  
El título de la canción hace referencia a Frances Farmer, actriz oriunda de Seattle (EE. UU.) acusada de ser comunista, atea y alcohólica. Diagnosticada con esquizofrenia paranoica y depresión en 1944, fue recluida en un hospital psiquiátrico, donde, según su autobiografía fue violada y víctima de una lobotomía ilegal (biografía ficcionalizada Shadowland). 
Kurt Cobain llegó a compararse con Frances Farmer. Frances Bean Cobain hija de Kurt Cobain y Courtney Love, debe su nombre al integrante de The Vaselines Frances McKee, y no a la actriz en cuestión.
La venganza de Farmer en Seattle puede ser interpretada como la de Cobain, debido al disgusto de este respecto al título de "El icono de Seattle" y de una celebridad, en vez de ser nombrado como un "artista hambriento". Dicha comparación ha sido apoyada por varios analistas musicales.
La elección de Frances Farmer como tema de canción es poco frecuente en el grunge. No obstante, Cobain exploró en In Utero temáticas como la violación, el divorcio y el aborto.

## Grabaciones anteriores aIn Utero
«Frances Farmer Will Have Her Revenge on Seattle» fue escrita y grabada en dos sesiones de estudio: la primera en los estudios "Laundry Room" de Seattle en 1992 y la otra en los estudios "Word of Mouth" de Seattle, el 25 de octubre de 1992. Ambas versiones de esta canción fueron instrumentales debido a una falta de planificación musical del grupo y, a su vez, a la evidente inestabilidad entre los integrantes del grupo musical.

## Personal
- Kurt Cobain: Voz y guitarra.
- Krist Novoselic: Bajo.
- Dave Grohl: Percusión.